# Bichique
Bichique ist die Bezeichnung für die Jungfische, die zu Beginn des südlichen Sommers an den Flussmündungen auf verschiedenen Inseln des Indischen Ozeans gefangen werden.

## Beschreibung
Bichique heißen die Jungfische zweier nah verwandter Fischspezies aus der Familie der Gobiidae, der Grundeln. Es handelt sich dabei einmal um Sicyopterus lagoscephalus und zweitens um Cotylopus acutipinnis. Die beiden Spezies leben an den tropischen Küsten von Madagaskar, von Mayotte und der Maskarenen in den dortigen Flussmündungen und im Süßwasser der Inseln.
Die Eier der Fische werden am Oberlauf der Flüsse abgelegt und befruchtet und dann von der Strömung ins offene Meer mitgerissen. Dort entwickeln sich aus den Eiern die Larven und Jungfische (französisch: Bichiques). Die Bichiques versuchen im Sommer die Flüsse wieder hinaufzusteigen und werden von den Einwohnern mittels der vouves genannten, konisch zulaufenden Reusen gefangen.
Die Nachricht vom beginnenden Zug der Bichiques verbreitet sich unter der Bevölkerung an der Ostküste von Réunion wie ein Lauffeuer. Mit dem Ruf bichique la monté werden an den Flussmündungen ganze Batterien von Reusen aufgestellt. Die bichiques sind eine begehrte lokale Spezialität, für die ein Preis von bis zu 50 € pro Kilo erzielt werden kann. Ein typisches Gericht ist auf Réunion Cari bichique, eine mit Currygewürzen und Tomaten zubereitete Speise.

## Gefährdung
Aufgrund der Beliebtheit der Bichique bei der Bevölkerung Réunions besteht die Gefahr einer Überfischung. Die Regierung des französischen Übersee-Départements schätzt, dass bis zu 10.000 Menschen den traditionellen Fischfang im Brackwasser von den Flussmündungen mit Reusen betreiben, jedoch nur 800 Fischer einen Fischereischein besitzen.